# Bunuri mobile din domeniul etnografie clasate în patrimoniul cultural național al României aflate în județul Tulcea
Acestă listă conține bunurile mobile din domeniul etnografie clasate în Patrimoniul cultural național al României aflate la momentul clasării în județul Tulcea.

## Tezaur
| Foto | Informații generale              | Detalii tehnice | Descriere | Deținător                                                    | Legături |
| ---- | -------------------------------- | --- | --- | ------------------------------------------------------------ | -------- |
|      | Tingire                          | Datare: 2/2 sec. XIX Descoperit: jud. Constanța, com. CASTELU, CASTELU Dimensiuni: H: 4 cm; Circumferința max: 70 cm Material: aramă; ciocănire; incizare | Piesă de formă circulară, cu pereții evazați și buza răsfrântă spre exterior. Decorul este reprezentat de motive alveolare grupate în cinci asocieri (de tip "val", "zig-zag") pe marginea buzei vasului. Piesa prezintă o inscripție, posibil în arabă, pe buza vasului. | Institutul de Cercetări Eco-Muzeale „Gavrilă Simion”, Tulcea | Cimec    |
|      | Tingire                          | Datare: 1862 Descoperit: jud. Constanța, com. CASTELU, CASTELU Dimensiuni: H: 15 cm Material: aramă; cositor; ciocănire; nituire; cositorire; incizare | Piesă de formă circulară, cu baza ușor bombată, cositorită în interior, pereții evazați spre exterior. Prezintă două torți fixe, ondulate și terminate în forma capului de șarpe; nituite (prinse în două puncte) de corpul vasului prin extremitățile ce au forma capului de șarpe. Decorul este reprezentat prin solzișori rezultați din tehnica ciocănirii, pe toată suprafața vasului. Cromatica naturală a aramei (arămiu). | Institutul de Cercetări Eco-Muzeale „Gavrilă Simion”, Tulcea | Cimec    |
|      | Sofra                            | Datare: 2/4 - 3/4 sec. XIX Descoperit: jud. Tulcea, TULCEA Dimensiuni: Dmax: 64,5 cm; H: 1 cm Material: aramă; ciocănire; incizare | Piesă de formă circulară, cu marginile ușor înălțate. Decorul este realizat prin incizare: motivul central - hexagrama încadrată în cerc; un registru cu motive naturaliste (chiparos, minaret, lalea, rodie, glastra cu flori), dispuse astfel încât diametral opus să le corespundă același motiv; un registru cu motive florale stilizate; la buza piesei apare torsada. Succesiunea motivelor ce încadrează hexagrama este următoarea: C - M - C - L - C - G - C - R - C - M - C - L - C - G - C - R, unde: C - chiparos, M - minaret, L - lalea, G - glastra cu flori, R - rodie. Se observă astfel că motivul predominant, care face trecerea între celelalte motive, este chiparosul (simbolul motivului arhetipal al pomului vieții la orientali) (8 apariții). Laleaua, glastra, rodia și minaretul apar fiecare numai de două ori. | Institutul de Cercetări Eco-Muzeale „Gavrilă Simion”, Tulcea | Cimec    |
|      | Sofra                            | Datare: 4/4 sec. XVIII - 1/4 sec. XIX Descoperit: jud. Tulcea, TULCEA Dimensiuni: Dmax: 83 cm; H: 2 cm Material: aramă; ciocănire; incizare | Piesă de formă circulară, cu marginile ușor înălțate. Decorul este realizat prin incizare: motivul central - hexagrama încadrată în cerc; un registru cu motive stilizate (chiparos, minaret, glastra cu flori), dispuse astfel încât diametral opus să le corespundă același motiv; un registru cu motive florale stilizate; la buza piesei apare torsada. Succesiunea motivelor ce încadrează hexagrama este următoarea: C - M - C - G - C - M - C - G - C - M - C - G - C - M - C - G, unde: C - chiparos, M - minaret, G - glastra cu flori. Se observă astfel că motivul predominant, care face trecerea între celelalte motive, este chiparosul (simbolul motivului arhetipal al pomului vieții la orientali) (8 apariții). Glastra, rodia și minaretul apar fiecare de patru ori.                                                     | Institutul de Cercetări Eco-Muzeale „Gavrilă Simion”, Tulcea | Cimec    |
|      | Ploscă                           | Datare: 4/4 sec. XIX Descoperit: jud. Constanța, com. CASTELU, CASTELU Dimensiuni: D: 26 cm; H: 28 cm; Gr: 6 cm; L lanț: 68 cm Material: aramă; ciocănire; nituire | Piesă de formă sferică aplatizată lateral. Prezintă un lanț din zale de fier, prins de urechi prin două inele. Între cele două urechi apare central un ștuț. Decorul este amplasat pe față și pe spate: motivul solar sau stelar (cu câte șase raze). | Institutul de Cercetări Eco-Muzeale „Gavrilă Simion”, Tulcea | Cimec    |
|      | Ploscă                           | Datare: 4/4 sec. XIX Descoperit: jud. Constanța, com. CASTELU, CASTELU Dimensiuni: D: 27 cm; H: 29 cm; Gr: 8 cm; L lanț: 66 cm Material: aramă; ciocănire; nituire | Piesă de formă sferică aplatizată lateral. Prezintă un lanț din zale de fier, prins de urechi prin două inele. Între cele două urechi apare central un ștuț. Decorul este amplasat pe față și pe spate: motivul solar sau stelar (cu câte șase raze). | Institutul de Cercetări Eco-Muzeale „Gavrilă Simion”, Tulcea | Cimec    |
|      | Vas ceremonial                   | Datare: 2/2 sec. XIX Descoperit: jud. Tulcea, TULCEA Dimensiuni: H: 17 cm Material: aramă; ciocănire; incizare | Piesă de forma paralelipipedică, ușor îngustată spre vârf. Se termină cu un ștuț filetat, care prezintă un capac perforat. Decorul naturalist este o reprezentare plastică stilizată a "arborelui vieții" pe cei patru pereți ai vasului; zig-zag-uri incizate, care încadrează motivul floral. | Institutul de Cercetări Eco-Muzeale „Gavrilă Simion”, Tulcea | Cimec    |
|      | Cană                             | Datare: 1893 Descoperit: jud. Tulcea, TULCEA Dimensiuni: H: 12,5 cm; Circumferința max: 36 cm; L toartă: 14 cm Material: aramă; ciocănire; nituire; incizare | Piesă piriformă (asociere dintre un volum sferic și unul cilindric). Toartă nituită în trei puncte cu extremități în cap de șarpe. Fundul vasului este plat. Prezintă o inscripție pe patru rânduri (asociere de litere și cifre). Decorul este reprezentat de solzișori rezultați prin tehnica ciocănirii. Datată 1893. | Institutul de Cercetări Eco-Muzeale „Gavrilă Simion”, Tulcea | Cimec    |
|      | Bacâr                            | Datare: 2/2 sec. XIX Descoperit: jud. Tulcea, TULCEA Dimensiuni: H: 27 cm; Circumferința max: 51 cm; L cioc: 17 cm Material: aramă; ciocănire; nituire | Piesă alcătuită dintr-un volum sferic (corpul propriu - zis) care se continuă cu un volum tronconic ușor evazat la partea superioară (gâtul vasului). Prezintă un cioc prelungit, care pornește din mijlocul volumului sferic. Fundul vasului este plat. Toarta este nituită în trei puncte de prindere, terminată la extremități într-o formă stilizată a capului de șarpe. | Institutul de Cercetări Eco-Muzeale „Gavrilă Simion”, Tulcea | Cimec    |
|      | Cană                             | Datare: 4/4 sec. XIX - 1/4 sec. XX Descoperit: jud. Tulcea, TULCEA Dimensiuni: H: 18 cm; Circumferința max: 32 cm Material: aramă; ciocănire; nituire; incizare | Vas piriform, cu pereții ușor evazați la partea superioară. Prezintă o toartă nituită în trei puncte de prindere (cu nituri ieșite în relief). Fundul este de asemenea nituit. Decorul este reprezentat printr-o asociere de motive florale stilizate (laleaua) în partea centrală, registre de motive geometrice (zig-zaguri, triunghiuri, triunghiuri inversate sau triunghiuri suprapuse, cercuri concentrice) la baza și pe gâtul vasului. Toarta vasului prezintă în cele trei extremități motivul zoomorf al capului de șarpe (stilizare). Cromatica naturală a aramei (arămiu). | Institutul de Cercetări Eco-Muzeale „Gavrilă Simion”, Tulcea | Cimec    |
|      | Căldare                          | Datare: 2/2 sec. XIX Descoperit: jud. Tulcea, TULCEA Dimensiuni: H: 18 cm; Circumferința max: 107 cm Material: aramă; ciocănire; nituire; incizare | Piesa are formă ușor concavă la mijloc și evazată la bază. În structura morfologică există gura largă. Elementele de tehnică ce atrag atenția sunt procedeele de prindere a urechilor (câte patru nituri fiecare). Prezintă o toartă din fier prinsă prin cele două urechi. Decorul este reprezentat printr-o formă stilizată a capului de șarpe (la extremitățile urechilor vasului); două brâuri rezultate prin ciocănire pe pereții vasului; solzișori rezultați prin ciocănire (mai vizibili pe interior). Toarta prezintă motive geometrice incizate (zig-zag-uri), extremitățile acesteia au forma stilizată a săgeții. Cromatica naturală a aramei (arămiu). | Institutul de Cercetări Eco-Muzeale „Gavrilă Simion”, Tulcea | Cimec    |
|      | Lighean cu capac                 | Datare: 2/4 - 3/4 sec. XIX Descoperit: jud. Tulcea, TULCEA Dimensiuni: H vas: 12 cm; D capac: 107 cm; H capac: 5 cm Material: aramă; ciocănire; perforare; cositorire | Piesa are forma unui lighean cu marginile puternic răsfrânte spre exterior, cositorit parțial. Prezintă un capac tronconic cu orificii asociate în formă de triunghiuri (cinci), prevăzut cu o proeminență rotundă pentru apucat. Cromatica aramei (arămiu). | Institutul de Cercetări Eco-Muzeale „Gavrilă Simion”, Tulcea | Cimec    |
|      | Peșchir                          | Datare: 4/4 sec. XIX Descoperit: jud. Tulcea, com. SARICHIOI, ENISALA Material: bumbac; borangic; fir metalic; țesut în 2 ițe; ales peste fire; ales în șabac; năvădit; tivit | Ștergarul este țesut în război în două ițe. Capătul are bumbac (urzeală) și borangic (băteală). Motivele decorative sunt alese peste fire cu bumbac, registru cu motiv heraldic „vulturul bicefal”; motiv zoomorf „cerbul, cățelul”, motiv fitomorf „ramura”, motiv floral „glastra cu floare”, motiv scheomorf „pișcotul”, registre de vrâste. Reprezentarea plastică: decor geometrizant – stilizare, geometrizare; decor realist. Cromatica: alb, galben, roșu, negru. | Institutul de Cercetări Eco-Muzeale „Gavrilă Simion”, Tulcea | Cimec    |
|      | Peșchir                          | Datare: 4/4 sec. XIX - 1/4 sec. XX Descoperit: jud. Tulcea, com. VALEA NUCARILOR, AGIGHIOL Material: bumbac; borangic; fir metalic; dantelă croșetată; țesut în 2 ițe; ales peste fire; ales cu tăieturi; karamani                                                                                              | Ștergarul este țesut în război în două ițe. Câmpul este din bumbac (urzeală și băteală) învrâstat. Capetele au bumbac (urzeală) și borangic (băteală). Motivele decorative sunt alese peste fire, parțial ales cu tăieturi karamani, registrul central cu motivul „calul și călărețul” (local „roșiorul”) dispus prin repetiție (reluat de trei ori); motiv geometric „cercul, linia frântă” (asociate); registre de vrâste. Cromatica: alb, albastru, roșu, negru. | Institutul de Cercetări Eco-Muzeale „Gavrilă Simion”, Tulcea | Cimec    |
|      | Peșchir                          | Datare: 4/4 sec. XIX Descoperit: jud. Tulcea, com. VALEA NUCARILOR, AGIGHIOL Material: bumbac; borangic; arnici; dantelă croșetată; țesut în 2 ițe; ales peste fire; năvădit | Ștergarul este țesut în război în două ițe. Câmpul este din bumbac (urzeală și băteală). Motive decorative realizate din dispunerea pe orizontală și verticală a vrâstelor (cadreluri). Capetele din bumbac (urzeală) și borangic (băteală). Vrâstele verticale de pe câmp se continuă și pe suprafața capetelor. Motivele decorative sunt alese peste fire, registrul principal cu motiv avimorf „păunul” care adiționează motive complementare - motiv floral „trandafirul”, motiv fitomorf „ramura”; două registre secundare încadrează registrul principal – motiv floral „trandafirul”; registre de vrâste (albastru) ce delimitează registrele cu motive. Dantelă croșetată. Cromatica: alb, albastru, roșu, maro, portocaliu, galben.                                                                                                 | Institutul de Cercetări Eco-Muzeale „Gavrilă Simion”, Tulcea | Cimec    |
|      | Peșchir                          | Datare: 1/4 sec. XX Descoperit: jud. Tulcea, com. VALEA NUCARILOR, AGIGHIOL Material: bumbac; borangic; fir metalic; țesut în 2 ițe; ales în șabac; ciucuri | Ștergarul este țesut în război în două ițe. Câmpul este din bumbac (urzeală și băteală) învârstat. Capetele din bumbac (urzeală) și borangic (băteală). Motivele decorative sunt alese în șabac, registrul central cu motiv zoomorf „calul”, motiv complementar geometric (cerc), două registre secundare alese în șabac cu motive geometrice liniare (local „pișcotul”), registre delimitate prin grupuri de vrâste alese cu fir metalic. La capete ciucuri. Cromatica: alb, roz, ciclame, albastru. | Institutul de Cercetări Eco-Muzeale „Gavrilă Simion”, Tulcea | Cimec    |
|      | Peșchir Autor: Nădrag, Anghelița | Datare: 1/4 sec. XX Descoperit: jud. Tulcea, com. VALEA NUCARILOR, AGIGHIOL Material: bumbac; borangic; lânică; fir metalic; bumbac mercerizat; țesut în 2 ițe; ales peste fire; ales în șabac; tivit | Ștergarul este țesut în război în două ițe. Câmpul este din bumbac (urzeală și băteală) învârstat. Capetele din bumbac (urzeală) și borangic (băteală). Un registru central cu motivul „calul și călărețul” ales peste fire și motiv antropomorf „soldatul”; două registre secundare cu motiv fitomorf și floral dispus prin alternanță, ales peste fire; patru registre secundare cu motiv scheomorf „pișcotul” reprezentare geometrizantă – alese în șabac; registrele sunt delimitate de grupuri vrâste. Motivul central se remarcă prin reprezentarea semnului crucii și a steagului României. Cromatica: alb, roșu, albastru, indigo, verde, gri, negru, galben, roz, lila. | Institutul de Cercetări Eco-Muzeale „Gavrilă Simion”, Tulcea | Cimec    |
|      | Peșchir                          | Datare: 1/4 sec. XX Descoperit: jud. Tulcea, com. VALEA NUCARILOR, AGIGHIOL Material: bumbac; borangic; țesut în 2 ițe; ales peste fire; ales în șabac; tivit | Ștergarul este țesut în război în două ițe. Câmpul este din bumbac (urzeală și băteală) învârstat. Capetele din bumbac (urzeală) și borangic (băteală). Un registru central ales în șabac cu motiv zoomorf „cai afrontați” și motiv complementar pomul vieții în dublă reprezentare; două registre secundare alese peste fire cu motiv avimorf „păsări” și respectiv cu motiv floral „merișoare”; două registre secundare alese în șabac cu motiv floral (reprezentare geometrizantă). Cromatica: alb, roz, vernil, negru, portocaliu, mov. | Institutul de Cercetări Eco-Muzeale „Gavrilă Simion”, Tulcea | Cimec    |
|      | Peșchir                          | Datare: 1/4 sec. XX Descoperit: jud. Tulcea, com. VALEA NUCARILOR, AGIGHIOL Material: bumbac; borangic; țesut în 2 ițe; ales în șabac; tivit | Ștergarul este țesut în război în două ițe. Câmpul este din bumbac (urzeală și băteală) învârstat. Capetele din bumbac (urzeală) și borangic (băteală). Registrul central cu motiv zoomorf „calul” și motive complementare (geometrice) alese în șabac; două registre secundare cu motiv geometric „zig-zag”-ul (local unda apei sau șuvoiul); registre de vrâste. Cromatica: alb, roșu, indigo. | Institutul de Cercetări Eco-Muzeale „Gavrilă Simion”, Tulcea | Cimec    |
|      | Peșchir Autor: Bălan, Ileana     | Datare: 2/4 sec. XX Descoperit: jud. Tulcea, com. VALEA NUCARILOR, AGIGHIOL Material: bumbac; borangic; bumbac mercerizat; țesut în 2 ițe; ales peste fire; ales în șabac; tivit | Ștergarul este țesut în două ițe. Câmpul este învârstat cu bumbac maro (urzeală și băteală). Capetele au bumbac (urzeală) și borangic (băteală). Compoziția decorativă din șapte registre. Patru registre înguste, în șabac, încadrate de grupe de vrâste. Două registre cu motive fitomorfe: merișoare și boboci de trandafir. Registrul central motiv zoomorf - cai afrontați, motiv avimorf - păsări de baltă; motiv fitomorf pomul vieții. Cromatică: maro, albastru, roz, roșu, verde, mov, grena, galben. | Institutul de Cercetări Eco-Muzeale „Gavrilă Simion”, Tulcea | Cimec    |
|      | Peșchir                          | Datare: 1/4 sec. XX Descoperit: jud. Tulcea, TULCEA Material: bumbac; borangic; țesut în 2 ițe; ales în șabac; tivit | Ștergarul este țesut în război în două ițe. Câmpul este din bumbac (urzeală și băteală) învârstat. Capetele din bumbac (urzeală) și borangic (băteală). Decor amplasat pe toată suprafața (pe câmp decor rezultat din învârstare; pe capete decor prin asociere de registre). Organizare lineară. Trei registre alese în șabac: în mijloc motiv zoomorf „iepurele” (patru reprezentări prin repetiție); motiv vegetal „dumata” (patru reprezentări prin repetiție), motiv „meandrul” „unda apei” – reprezentare geometrizantă. Registre de vrâste. Cromatica: alb, albastru, roșu. | Institutul de Cercetări Eco-Muzeale „Gavrilă Simion”, Tulcea | Cimec    |
|      | Peșchir Autor: Petcu, Ioana      | Datare: 4/4 sec. XIX - 1/4 sec. XX Descoperit: jud. Tulcea, com. VALEA NUCARILOR, AGIGHIOL Material: bumbac; borangic; dantelă industrială; țesut în 2 ițe; ales peste fire; năvădit | Ștergarul este țesut în două ițe. Câmpul este încadrelat (urzeală și băteală), la capetele câmpului țesut cu bumbac roșu, cu majuscule este inscripționat cuvântul „LEU”. Capetele au bumbac (urzeală) și borangic (băteală). Compoziția decorativă din două registre înguste încadrate de grupe de vrâste – motiv fitomorf „ramura”, motiv floral „trandafirii”; și unul central năvădit cu motiv avimorf „păunul”; motiv floral „trandafirii”. Cromatică: alb, roșu, albastru. | Institutul de Cercetări Eco-Muzeale „Gavrilă Simion”, Tulcea | Cimec    |
|      | Peșchir Autor: Ene, Anastasia    | Datare: 4/4 sec. XIX - 1/4 sec. XX Descoperit: jud. Tulcea, com. VALEA NUCARILOR, AGIGHIOL Material: bumbac; borangic; arnici; fir metalic; dantelă croșetată; țesut în 2 ițe; ales peste fire; ales în șabac                                                                                                   | Ștergarul este țesut în două ițe. Câmpul este învârstat cu roșu din bumbac (urzeală și băteală), capetele au bumbac (urzeală) și borangic (băteală). Compoziția decorativă din trei registre de dimensiuni diferite și alese peste fire cu bumbac. Motive zoomorfe „cai afrontați”; motive avimorfe „pițigoi”; motiv fitomorf „buchet”, „ramura”, motive florale stilizate. Aceste registre alternează cu patru registre cu motive geometrice alese în „șabac” (cu mâna). Registrele sunt delimitate de vrâste cu fir metalic. Cromatică: alb, roșu, bleumarin. | Institutul de Cercetări Eco-Muzeale „Gavrilă Simion”, Tulcea | Cimec    |
|      | Peșchir                          | Datare: 4/4 sec. XIX Descoperit: jud. Tulcea, com. MIHAI BRAVU, SATU NOU Dimensiuni: La dantelă: 13 cm Material: bumbac; borangic; țesut în 2 ițe; ales peste fire; croșetat | Ștergarul este țesut în război, în două ițe. Câmpul este din bumbac (urzeală și băteală), capetele au bumbac (urzeală) și borangic (băteală). Motivele decorative alese peste fire; câmpul ales cu vrâste albe. Capetele sunt alese cu motive avimorfe „cocoș”, motive fitomorfe „pomișor”, motive geometrice. Registrul central prezintă doi cocoși față în față și între ei un pomișor. Două registre secundare cu motive geometrice într-o compoziție compactă; delimitare prin vrâste, dantela croșetată din bumbac alb, cu motive florale. Cromatică: alb, roșu, albastru, negru. | Institutul de Cercetări Eco-Muzeale „Gavrilă Simion”, Tulcea | Cimec    |
|      | Peșchir                          | Datare: 4/4 sec. XIX - 1/4 sec. XX Descoperit: jud. Tulcea, com. SARICHIOI, ENISALA Material: bumbac; borangic; arnici; țesut în 2 ițe; ales peste fire; ales în șabac; ciucuri | Ștergarul este țesut în două ițe. Câmpul este învârstat din bumbac (urzeală și băteală), capetele au bumbac (urzeală) și borangic (băteală). Compoziția decorativă din trei registre, două alese în șabac și unul central ales peste fire cu bumbac. Motiv zoomorf „cățelul”; motiv avimorf „cocoșul”. Aceste registre alternează cu patru grupe de vrâste din bumbac alb. La capete ciucuri. Cromatică: alb, roșu, galben, negru. | Institutul de Cercetări Eco-Muzeale „Gavrilă Simion”, Tulcea | Cimec    |
|      | Peșchir                          | Datare: 4/4 sec. XIX - 1/4 sec. XX Descoperit: jud. Tulcea, com. MIHAI BRAVU, SATU NOU Material: bumbac; borangic; arnici; fir metalic; țesut în 2 ițe; ales peste fire; ales cu speteaza | Ștergarul este țesut în două ițe. Câmpul este din bumbac (urzeală și băteală), capetele au bumbac (urzeală) și borangic (băteală). Motivele decorative sunt alese peste fire cu bumbac. Câmpul cu vârste albe grupate câte două. Capetele alese cu motive avimorfe și vegetale: registrul central (42 cm) cu motivul „păunul” și două registre secundare cu motivul „merișoare”. Între registrele cu motive alese alternează vârste înguste între care unele cu fir metalic. Cromatică: alb, roșu, albastru, portocaliu. | Institutul de Cercetări Eco-Muzeale „Gavrilă Simion”, Tulcea | Cimec    |
|      | Peșchir Autor: Enuc, Maria       | Datare: 1/2 sec. XX Descoperit: jud. Tulcea, com. VALEA NUCARILOR, AGIGHIOL Material: bumbac; borangic; țesut în 2 ițe; ales peste fire; ales cu mâna; tivit cu găurele | Ștergarul este țesut în război, în două ițe. Câmpul este din bumbac (urzeală și băteală), capetele din bumbac (urzeală) și borangic (băteală). Motivele decorative alese peste fire cu bumbac și două registre secundare (înguste) alese în șabac. Câmpul cu vrâste albastre grupate câte trei. La capete un registru central cu motivul avimorf „păsări” încadrat de registre secundare alese cu mâna („în șabac”) – motiv geometric local „pișcotul” și două registre înguste alese peste fire (unul cu motivul „merișoare”, iar al doilea cu motiv floral stilizat), între registre dispuse vrâste. Cromatică: alb, roșu, albastru, negru, portocaliu, vernil, mov. | Institutul de Cercetări Eco-Muzeale „Gavrilă Simion”, Tulcea | Cimec    |
|      | Teasc                            | Datare: 4/4 sec. XIX Descoperit: jud. Tulcea, TULCEA Dimensiuni: Î: 156 cm; Î ax: 118 cm; D ax partea inferioară: 20 cm; D ax partea superioară: 13 cm; Î doagă coș: 46 cm Material: lemn de stejar; fier; cioplit; scobit; fasona                                                                              | Talpa din lemn masiv de stejar are formă dreptunghiulară; pe suprafața tălpii este crestat un sistem de șanțuri pentru scurgerea lichidului rezultat prin zdrobire. Central la talpă este fixat un coș din doage în formă de trunchi de piramidă în care coboară baza axului cu șurub pus în mișcare de patru brațe din metal și care sunt înfipte în formă de cruce în corpul axului. Partea superioară a șurubului trece printr-un filet realizat într-un jug transversal, paralel cu talpa, echilibrat de doi stâlpi laterali. Spirala șurubului și spațiile pentru îmbinarea elementelor componente realizate cu dalta. | Institutul de Cercetări Eco-Muzeale „Gavrilă Simion”, Tulcea | Cimec    |
|      | Tipar de caș                     | Datare: 1861 Descoperit: jud. Tulcea, TULCEA Material: cire; tăiat; îmbinare în cep; scobit | Formă dreptunghiulară, două părți mobile articulate la unul din capete care prin rabatare (îmbinare) se suprapun și imprimă modelul pe ambele fețe ale cașului. Motivele ornamentale de pe cele două părți ale piesei (cea stabilă și respectiv cea mobilă) sunt realizate cu dalta de mână. Motivele dăltuite sunt motive stelate, liniare (linia dreaptă, zig-zag), zoomorfe (coarnele berbecului). A fost adusă în Dobrogea de oierii transilvăneni. | Institutul de Cercetări Eco-Muzeale „Gavrilă Simion”, Tulcea | Cimec    |
|      | Alambic                          | Datare: 1/4 sec. XX Descoperit: jud. Tulcea, TULCEA Dimensiuni: Î cazan: 63 cm; DG cazan: 63 cm; DB cazan: 86 cm; Î capac: 46 cm; D partea inferioară capac: 39 cm; D partea superioară capac: 50cm; L țevi: 45 cm; D țevi: 3 cm; L mâner: 69 cm; Î răcitor: 150 cm; G: 30 kg Material: aramă; ciocănit la rece | Cazanul propriu-zis are formă cilindrică continuat în partea superioară cu un trunchi de con care se reduce prin al doilea cilindru mai mic care este gura cazanului. În această gură se îmbucă (se introduce) capacul cazanului care este tot un trunchi de con cu baza mare în partea superioară, având un orificiu pentru țeava de eliminare a aburilor alcoolului. Răcitorul este o țeavă de cupru sub formă de serpentină pentru a mări suprafața de răcire și care se introduce într-un bazin cu apă rece. | Institutul de Cercetări Eco-Muzeale „Gavrilă Simion”, Tulcea | Cimec    |

## Fond
| Foto | Informații generale       | Detalii tehnice | Descriere | Deținător                                                    | Legături |
| ---- | ------------------------- | --- | --- | ------------------------------------------------------------ | -------- |
|      | Bacâr                     | Datare: 2/2 sec. XIX Descoperit: jud. Constanța, com. CASTELU, CASTELU Dimensiuni: H: 37 cm; Circumferința max: 81 cm; L toartă: 37 cm Material: aramă; ciocănire; nituire; incizare | Piesa este alcătuită prin suprapunerea dintre două volume spațiale tronconice (diferite ca circumferință, alcătuind corpul vasului) și a unui volum cilindric, puțin evazat spre vârf (care constituie gâtul vasului). Fundul este ușor convex. Mânerul este aplicat prin trei puncte de prindere. Decorul este reprezentat de "solzișori" rezultați prin tehnica ciocănirii și prin o asociere de motive liniare incizate sub forma a două registre care flanchează gâtul vasului. | Institutul de Cercetări Eco-Muzeale „Gavrilă Simion”, Tulcea | Cimec    |
|      | Căldare                   | Datare: 1/4 sec. XX Descoperit: jud. Constanța, com. CASTELU, CASTELU Dimensiuni: H: 11,5 cm; Circumferința max: 56 cm Material: aramă; ciocănire; nituire; îmbinare; cositorire | Piesa prezintă o formă foarte puțin evazată spre bază, pereții fiind aproape drepți (diametrul bazei este aproape egal cu cel al gurii vasului). Elementele de tehnică ce atrag atenția sunt procedeele de prindere a urechilor prin nituire (două nituri fiecare). Toarta semicirculară este prinsă prin cele două urechi răsucite. Decorul este reprezentat de forma stilizată a capului de șarpe (la extremitățile torții și la urechi); motivul "dinților de lup" rezultați prin tehnica îmbinării (aproape de bază); motive geometrice (linii fine) incizate pe buza vasului.                                                                       | Institutul de Cercetări Eco-Muzeale „Gavrilă Simion”, Tulcea | Cimec    |
|      | Tingire                   | Datare: 2/2 sec. XIX Descoperit: jud. Constanța, com. CASTELU, CASTELU Dimensiuni: H: 3,5 cm; Circumferința max: 70 cm Material: aramă; ciocănire | Piesă de formă circulară, fundul plat și buza răsfrântă spre exterior. Decorul este reprezentat de câteva brâuri circulare rezultate prin ciocănire. Pe fundul vasului apar motive concentrice ciocănite. | Institutul de Cercetări Eco-Muzeale „Gavrilă Simion”, Tulcea | Cimec    |
|      | Bacâr                     | Datare: 2/2 sec. XIX Descoperit: jud. Constanța, com. CASTELU, CASTELU Dimensiuni: H: 32 cm; Circumferința max: 60 cm; L cioc: 22 cm Material: aramă; ciocănire; nituire; incizare | Piesă alcătuită dintr-un volum sferic (corpul propriu-zis) care se continuă cu un volum tronconic ușor evazat la partea superioară (gâtul vasului). Prezintă un cioc prelungit, care pornește din mijlocul volumului sferic. Fundul vasului este plat. Decorul este format dintr-o asociere de cercuri concentrice dispuse la baza gâtului, realizate prin tehnica incizării. Lipsă toartă. | Institutul de Cercetări Eco-Muzeale „Gavrilă Simion”, Tulcea | Cimec    |
|      | Căldare                   | Datare: 2/2 sec. XIX Descoperit: jud. Tulcea, com. SARICHIOI, ENISALA Dimensiuni: H: 14,5 cm Material: aramă; ciocănire; nituire | Piesa are formă ușor concavă la mijloc, cu baza mai evazată, fundul bombat. Este prevăzută cu toartă prinsă prin două urechi laterale răsucite, ale căror extremități se termină în cap de șarpe. Decorul este reprezentat de “solzișorii” rezultați prin tehnica ciocănirii. Apare de asemenea motivul capului de șarpe la extremitățile torții și urechilor. Pe suprafața torții există motive geometrice incizate (zig-zag-uri). | Institutul de Cercetări Eco-Muzeale „Gavrilă Simion”, Tulcea | Cimec    |
|      | Căldare                   | Datare: 2/2 sec. XIX Descoperit: jud. Tulcea, com. SARICHIOI, ENISALA Dimensiuni: H: 20 cm; Circumferința max: 101 cm Material: aramă; ciocănire; nituire; incizare | Piesa are formă ușor concavă la mijloc și evazată la bază. Fundul acesteia este puternic bombat. În structura morfologică există gura largă. Elementele de tehnică ce atrag atenția sunt procedeele de prindere a urechilor (câte patru nituri fiecare). Prezintă o toartă prinsă prin cele două urechi. Decorul este realizat fie prin tehnica ciocănirii (patru brâuri circulare; motivul "valului" pe pereții vasului; solzișori realizați prin ciocănire pe toată suprafața vasului), fie prin tehnica incizării (zig-zag pe toartă). Extremitățile urechilor au forma stilizată a capului de șarpe, iar la capetele torții apare vârful de săgeată. | Institutul de Cercetări Eco-Muzeale „Gavrilă Simion”, Tulcea | Cimec    |
|      | Tingire                   | Datare: 4/4 sec. XIX Descoperit: jud. Constanța, com. CASTELU, CASTELU Dimensiuni: H: 7 cm; Circumferința max: 78 cm Material: aramă; ciocănire | Piesă de formă circulară, cu baza ușor bombată și pereții evazați spre exterior, se include în tipul tingirelor. Cromatica naturală a aramei (arămiu). | Institutul de Cercetări Eco-Muzeale „Gavrilă Simion”, Tulcea | Cimec    |
|      | Sofra                     | Datare: 4/4 sec. XIX Descoperit: jud. Tulcea, TULCEA Dimensiuni: H: 3 cm Material: aramă; cositor; ciocănire; cositorire; incizare | Piesă de formă circulară, cu marginile ușor înălțate și fundul puțin bombat. Decorul este dispus circular, din centru spre margini existând următoarele asocieri de motive geometrice (semicercuri, cercuri, motive de tip "amprentă" rezultate prin ciocănire, cercuri, un brâu de linii verticale, cercuri). Motivele de tip cerc, semicerc, linie sunt realizate prin tehnica incizării. | Institutul de Cercetări Eco-Muzeale „Gavrilă Simion”, Tulcea | Cimec    |
|      | Bacâr                     | Datare: 2/2 sec. XIX Descoperit: jud. Tulcea, TULCEA Dimensiuni: H: 36 cm; Circumferința max: 82 cm Material: aramă; fier; ciocănire; nituire; incizare | Piesa este alcătuită prin suprapunerea dintre două volume spațiale tronconice (diferite ca circumferință, alcătuind corpul vasului) și a unui volum cilindric (care constituie gâtul vasului). Fundul piesei este ușor convex. Mânerul din fier este aplicat prin trei puncte de prindere. Prezintă un cioc rezultat din ciocănirea buzei vasului. Decor geometric, reprezentat prin două registre cu motive liniare oblice incizate. Cromatica naturală a aramei (arămiu). | Institutul de Cercetări Eco-Muzeale „Gavrilă Simion”, Tulcea | Cimec    |
|      | Bacâr                     | Datare: 2/2 sec. XIX Descoperit: jud. Tulcea, TULCEA Dimensiuni: H: 29 cm; L toartă: 22 cm; L cioc: 5 cm; La cioc: 2,5 cm Material: aramă; ciocănire; nituire | Piesa este alcătuită prin suprapunerea dintre două volume spațiale tronconice (diferite ca circumferință, alcătuind corpul vasului) și a unui volum cilindric - care constituie gâtul vasului). Mânerul din fier este aplicat prin trei puncte de prindere. Prezintă un cioc proeminent. Decor geometric, reprezentat prin cercuri concentrice rezultate din tehnica ciocănirii. Cromatica naturală a aramei (arămiu). | Institutul de Cercetări Eco-Muzeale „Gavrilă Simion”, Tulcea | Cimec    |
|      | Tingire                   | Datare: 4/4 sec. XIX Descoperit: jud. Constanța, com. CASTELU, CASTELU Dimensiuni: D capac: 37 cm; H vas: 12 cm; H capac: 6 cm Material: aramă; cositor; ciocănire; cositorire; incizare | Vas de formă tronconică, ușor rotunjită, cu margini ușor răsfrânte spre exterior, având buza dreaptă și prevăzută cu cant pentru capac. Prevăzut cu capac tronconic, ce crește în trepte de la vârf spre bază, cu o proeminență pentru apucat. Treptele și solzișorii rezultați prin tehnica ciocănirii constituie elementele decorative ale vasului. Pe capac apar incizate motive liniare radiale. Cromatica: patina timpului (argintiu). | Institutul de Cercetări Eco-Muzeale „Gavrilă Simion”, Tulcea | Cimec    |
|      | Cazan pentru pilaf        | Datare: 2/2 sec. XIX Descoperit: jud. Tulcea, TULCEA Dimensiuni: Circumferința max: 146 cm; H vas: 19 cm; H capac: 11 cm Material: aramă; ciocănire; cositorire | Vas de forma unui lighean, cu margini ușor răsfrânte spre exterior, având buza dreaptă și prevăzută cu cant pentru capac. Prevăzut cu capac tronconic, ce crește în trepte de la vârf spre bază, cu o proeminență pentru apucat. Treptele și solzișorii rezultați prin tehnica ciocănirii constituie elementele decorative ale vasului. Cromatica naturală a aramei (arămiu). | Institutul de Cercetări Eco-Muzeale „Gavrilă Simion”, Tulcea | Cimec    |
|      | Ibric                     | Datare: 1/2 sec. XIX Descoperit: jud. Constanța, com. CASTELU, CASTELU Dimensiuni: H: 10 cm; Circumferința max: 26 cm; L coadă: 15 cm Material: aramă; ciocănire; incizare; nituire | Piesă de formă tronconică, prevăzută cu o coadă nituită într-un punct de prindere. Are un cioc pentru curgerea lichidului. Decorul este reprezentat de solzișori rezultați prin ciocănire; un registru de motive liniare oblice încadrate de brâuri circulare; motive liniare incizate pe toartă (care este perforată pentru atârnare). | Institutul de Cercetări Eco-Muzeale „Gavrilă Simion”, Tulcea | Cimec    |
|      | Ceainic                   | Datare: 1/2 sec. XX Descoperit: jud. Constanța, com. CASTELU, CASTELU Dimensiuni: H: 25 cm; Circumferința max: 81 cm; L toartă: 59 cm; La toartă: 2,5 cm; L cioc: 21 cm Material: aramă; ciocănire; nituire | Piesa este alcătuită prin suprapunerea dintre două volume spațiale tronconice (unite pe linia circumferinței maxime, alcătuind corpul vasului) și a unui volum cilindric (care constituie gâtul vasului). Toarta semiovală este nituită în două puncte de prindere. Prezintă un cioc proeminent pentru scurgerea lichidului, care pornește de la jumătatea vasului. Decor geometric, reprezentat prin cercuri concentrice rezultate din tehnica ciocănirii. Cromatica naturală a aramei. | Institutul de Cercetări Eco-Muzeale „Gavrilă Simion”, Tulcea | Cimec    |
|      | Oală                      | Datare: 1/2 sec. XX Descoperit: jud. Constanța, com. CASTELU, CASTELU Dimensiuni: H: 45 cm; Circumferința max: 96 cm; L toartă: 37 cm; La toartă: 3 cm Material: aramă; ciocănire; incizare; nituire | Piesă piriformă, susținută la bază de un volum semisferic, cu rol în stabilitatea acesteia. Este prevăzută cu două torți laterale, prinse în trei puncte. Buza vasului este răsfrântă spre exterior. Decorul este amplasat pe torți (motive geometrice: zig-zag-uri), pe întreaga suprafață a corpului (solzișori rezultați prin ciocănire) sau delimitează gâtul piesei (două grupe de cercuri concentrice incizate). Cromatica naturală a aramei (arămiu). | Institutul de Cercetări Eco-Muzeale „Gavrilă Simion”, Tulcea | Cimec    |
|      | Cană                      | Datare: 4/4 sec. XIX - 1/4 sec. XX Descoperit: jud. Constanța, com. CASTELU, CASTELU Dimensiuni: H: 20 cm; Circumferința max: 39 cm Material: aramă; ciocănire; incizare; nituire | Piesa are formă bitronconică (prin suprapunerea dintre două volume tronconice, unite printr-o linie ce constituie circumferința maximă). Prezintă o buză dreaptă. Decorul geometric (romburi cu puncte înscrise, zig-zag-uri) este amplasat pe partea superioară a vasului. Cromatica naturală a aramei (arămiu, argintiu). | Institutul de Cercetări Eco-Muzeale „Gavrilă Simion”, Tulcea | Cimec    |
|      | Cratiță                   | Datare: 4/4 sec. XIX - 1/4 sec. XX Descoperit: jud. Tulcea, BABADAG Dimensiuni: H vas: 14 cm; D capac: 21,5 cm; H capac: 5 cm Material: aramă; ciocănire | Piesă de formă cilindrică, cu pereții ușor răsfrânți spre partea superioară unde se formează buza vasului, fundul ușor bombat. Capacul are formă tronconică, cu baza mare de 21,5 cm, iar cea mică de 6 cm. Acesta scade în trepte spre vârf. Este prevăzut cu o proeminență pentru a putea fi apucat cu mâna. Decorul amplasat pe capac este reprezentat de cercuri concentrice și solzișori rezultați prin ciocănire sau de o asociere aleatorie de motive liniare în partea superioară a capacului. | Institutul de Cercetări Eco-Muzeale „Gavrilă Simion”, Tulcea | Cimec    |
|      | Ibric                     | Datare: 1/4 sec. XX Descoperit: jud. Tulcea, TULCEA Dimensiuni: H: 16 cm; L coadă: 15 cm Material: aramă; ciocănire; incizare; nituire | Piesă din aramă, de formă tronconică (diferența dintre diametrele celor două baze este de 4 cm), prevăzută cu o coadă nituită lateral. Decorul este reprezentat de motive geometrice (zig-zag-ul) în partea superioară, motive florale geometrizante (trandafirul - constituit ca o asociere de motive circulare) pe aproape toată suprafața vasului și motive astrale (opt stele) pe partea superioară a cozii. Aceste elemente decorative sunt realizate prin tehnica incizării. | Institutul de Cercetări Eco-Muzeale „Gavrilă Simion”, Tulcea | Cimec    |
|      | Plug                      | Datare: 2/2 sec. XIX Descoperit: jud. Tulcea, TULCEA Dimensiuni: L coarne: 35 cm; I: 85 cm; L cuțit: 40 cm Material: stejar; frasin; fier; salcâm; cioplit; fasonat; scobit; asamblat | Plugul alcătuit dintr-un brăzdar (lemn de stejar) prins printr-un cep de grindei (lemn de stejar); la partea superioară a grindeiului sunt articulate două coarne (lemn de frasin) legate între ele printr-o stinghie. În față sunt legate printr-un sistem de prindere (din fier) animalele de tracțiune; coarnele sunt asamblate la grindei prin șuruburi de fier. | Institutul de Cercetări Eco-Muzeale „Gavrilă Simion”, Tulcea | Cimec    |
|      | Dicanie                   | Datare: 4/4 sec. XIX Descoperit: jud. Tulcea, TULCEA Dimensiuni: L cârlig: 14 cm; GR traversă: 14 cm; LA partea inferioară: 106 cm; LA partea superioară: 81 cm Material: salcâm; frasin; fier; tablă; silex; cioplit; fasonat; încheiat în cuie de lemn                                                                                           | Formă de sanie, alcătuită din patru dulapi. Pe partea din față (avers), pe o porțiune de 87 cm, sunt încrustate bucăți de silex; în partea superioară a acestei porțiuni (fără silex și realizată pe principiul alunecării ca al saniei) este suprapusă tablă peste lemn. Pe revers două traverse prinse în cepuri de lemn pentru rezistență; un cârlig de fier (pe revers) pentru tracțiune. Tabla a fost aplicată ulterior confecționării piesei pentru o mai mare rezistență. | Institutul de Cercetări Eco-Muzeale „Gavrilă Simion”, Tulcea | Cimec    |
|      | Năsilcă                   | Datare: 4/4 sec. XIX - 1/4 sec. XX Descoperit: jud. Tulcea, com. FRECĂȚEI, TELIȚA Dimensiuni: Î: 57 cm; L mâner: 60 cm; D mâner: 5,5 cm; DLG: 49 cm; DLAG: 24 cm; DLB: 49 cm; DLAB: 24 cm Material: tei; sfoară; cioplit; scobit; fasonat | Piesa are forma unui cilindru aplatizat; baza inferioară este obturată cu un fund de lemn din același material, iar baza superioară este liberă pentru turnat struguri. Un mâner din lemn (ce facilitează ridicarea coșului pe umăr) legat cu sfoară de corpul năsilcei, sfoara trece prin două orificii. | Institutul de Cercetări Eco-Muzeale „Gavrilă Simion”, Tulcea | Cimec    |
|      | Stup primitiv             | Datare: 4/4 sec. XIX - 1/4 sec. XX Descoperit: jud. Tulcea, com. FRECĂȚEI, TELIȚA Dimensiuni: I: 67 cm; I până la urdiniș: 42 cm Material: tei; scobit | Buduroiul (stup primitiv) este scobit în trunchi de tei; în interior are o scăriță de lemn pentru fixarea fagurelui; la exterior prezintă câteva orificii pentru urdiniș. Sub urdiniș este fixată o scândură ce constituie un loc pentru popasul albinelor; are formă cilindrică. | Institutul de Cercetări Eco-Muzeale „Gavrilă Simion”, Tulcea | Cimec    |
|      | Putină                    | Datare: 4/4 sec. XIX - 1/4 sec. XX Descoperit: jud. Tulcea, com. FRECĂȚEI, TELIȚA Dimensiuni: I: 49 cm; L mâner: 16,5 cm; D capac: 13,5; D orificiu bătător: 1,5 cm Material: tei; corn; stejar; fier; cioplit; scobit; încheiat în cerc metalic                                                                                                   | Formă cilindrică, în interior este amplasat un mâner mai lung decât corpul putineiului; pe mânerul respectiv este fixat un capac cu doi umeri de sprijin, iar la partea inferioară, bătătorul de formă circulară și prevăzut cu orificii. | Institutul de Cercetări Eco-Muzeale „Gavrilă Simion”, Tulcea | Cimec    |
|      | Dicanie                   | Datare: 4/4 sec. XIX - 1/4 sec. XX Descoperit: jud. Tulcea, com. VALEA NUCARILOR, IAZURILE Dimensiuni: LA: 74 cm Material: frasin; fier; silex; tăiat; geluit; găurit; scobit; încheiat în cuie de lemn; încheiat în cuie de fier; cioplit | Formă de sanie, alcătuită din patru dulapi. Talpa are încrustate pe față bucăți de silex și fier. Porțiunea încrustată cu silex și metal este utilizată pentru tăiatul paielor. Cealaltă porțiune funcționează pentru alunecare pe sol (după principiul de alunecare al saniei); pe spate cei patru dulapi sunt prinși cu două traverse și cu cuie de lemn. Piesa conservă structura uneltei de tip “tribulum”. Importantă în studiul comparativ al practicării tradiționale a agriculturii. | Institutul de Cercetări Eco-Muzeale „Gavrilă Simion”, Tulcea | Cimec    |
|      | Căldare                   | Datare: 2/2 sec. XIX Descoperit: jud. Tulcea, TULCEA Dimensiuni: I: 19 cm; L toartă: 56 cm; LA toartă: 56 cm; D ureche: 3 cm Material: aramă; ciocănire; nituire | Formă evazată tipică unei căldări din spațiul balcanic pentru a doua jumătate a secolului al XIX-lea. Fundul căldării este îmbinat cu corpul prin ciocănit la rece iar urechile, pentru susținerea torții, sunt prinse prin nituire. | Institutul de Cercetări Eco-Muzeale „Gavrilă Simion”, Tulcea | Cimec    |
|      | Mai                       | Datare: 4/4 sec. XIX - 1/4 sec. XX Descoperit: jud. Tulcea, com. VALEA NUCARILOR, IAZURILE Dimensiuni: L coadă: 16 cm; GR coadă: 5 cm Material: tei; cioplit; fasonat; incizat | Piesa este alcătuită dintr-o formă dreptunghiulară (corpul) prelungită cu un mâner care la capăt are formă rotundă; piesa prezintă pe avers și revers, cât și pe porțiunea rotundă a cozii motive stelare înscrise în cercuri; pe corpul piesei, pe cele patru laturi, ca un chenar, motivul geometric „zig-zag”-ul. | Institutul de Cercetări Eco-Muzeale „Gavrilă Simion”, Tulcea | Cimec    |
|      | Război de țesut orizontal | Datare: 1/4 sec. XX Descoperit: jud. Tulcea, com. CHILIA VECHE, CHILIA VECHE Dimensiuni: I totală: 137 cm; I picior: 71 cm; L spată: 113 cm; L scripete: 14 cm; LA spată: 18 cm; LA scripete: 5 cm Material: salcâm; tei; brad; cioplit; fasonat; asamblat                                                                                         | Războiul de țesut este alcătuit din două picioare laterale, care prezintă câte trei stâlpi ce susțin, la rândul, lor două suluri, două ițe și vatale, care sunt suspendate cu sfoară trecută prin doi căluți susținuți prin două bare de lemn; căluții sunt prevăzuți cu rotile. Urzeala se desfășoară de pe sulul din spate pe cel din față și este menținută întinsă de un mecanism (scândură gradată), cordenei și slobozitor situate în dreapta războiului. Ițele sunt antrenate de patru tălpici, dispuși pe podea și suspendați prin legături cu sfoară.                                                                                           | Institutul de Cercetări Eco-Muzeale „Gavrilă Simion”, Tulcea | Cimec    |
|      | Clopot                    | Datare: 4/4 sec. XIX - 1/4 sec. XX Descoperit: jud. Tulcea, TULCEA Dimensiuni: I: 7 cm; D partea superioară: 4,5 cm Material: bronz; fier; piele; turnat; argăsit; tăbăcit; croit; ștanțat | Forma tipică a unui clopot; în partea superioară, clopotul este prevăzut cu o ureche, în care se prinde cureaua din piele și care se leagă de gâtul animalului; în interior o ureche de prins limba clopotului (confecționate din fier) și care are o parte îngroșată, ce ajunge la buza clopotului. Ornamente realizate la turnare, amplasate în partea superioară și inferioară, cu motive geometrice, cercuri concentrice; inscripționat la turnare cu o imagine plastică în formă de ancoră (2 cm) completată în dreapta și stânga cu inițialele „L” și „U”; iar în partea diametral opusă apare cifra „6”.                                          | Institutul de Cercetări Eco-Muzeale „Gavrilă Simion”, Tulcea | Cimec    |
|      | Cobiliță                  | Datare: 4/4 sec. XIX - 1/4 sec. XX Descoperit: jud. Tulcea, TULCEA Dimensiuni: Î curbură: 45 cm; LA partea inferioară: 80 cm; LA partea superioară: 22 cm; LA toartă: 56 cm; D ureche: 3 cm Material: frasin; încovoiat; cioplit; încrustat | Formă încovoiată, cu buclă la mijloc, pentru a lua forma umărului; la capete prezintă două porțiuni încrustate pentru a agăța căldările și coșurile. Prezintă motive liniare încrustate și capete în formă zoomorfă: șarpele. | Institutul de Cercetări Eco-Muzeale „Gavrilă Simion”, Tulcea | Cimec    |
|      | Plasă de pescuit          | Datare: 1/2 sec. XX Descoperit: jud. Tulcea, TULCEA Dimensiuni: Î: 370 cm; D: 160 cm Material: bumbac; plumb; împletit | Plasa are formă conică. La bază, plasa prezintă 397 de bucăți de plumb dispuse pe toată suprafața. Distanța între plumbi este de opt centimetri. Fiecare ochi al plasei are dimensiunile de 3/3 cm. | Institutul de Cercetări Eco-Muzeale „Gavrilă Simion”, Tulcea | Cimec    |
|      | Plug                      | Datare: 1/4 sec. XX Descoperit: jud. Tulcea, com. SLAVA CERCHEZĂ, SLAVA CERCHEZĂ Dimensiuni: L brazdă: 50 cm; LA coarne: 75 cm; D roată mare: 54 cm; D roată mică: 48 cm Material: fier; forjat; turnat | Piesa este alcătuită din elementele specifice acestui tip categorial: grindeiul (fierul lung sau oiștea plugului) de care sunt legate brăzdarul, cuțitul, cormana și roțile. | Institutul de Cercetări Eco-Muzeale „Gavrilă Simion”, Tulcea | Cimec    |
|      | Seceră                    | Datare: 1/4 sec. XX Descoperit: jud. Tulcea, TULCEA Dimensiuni: L mâner: 13 cm Material: frasin; fier; cioplit; fasonat; turnat | Formă încovoiată, semicirculară, din fier zimțat, adecvată seceratului, cu mâner din frasin. | Institutul de Cercetări Eco-Muzeale „Gavrilă Simion”, Tulcea | Cimec    |
|      | Jug                       | Datare: 4/4 sec. XIX - 1/4 sec. XX Descoperit: jud. Tulcea, com. FRECĂȚEI, TELIȚA Dimensiuni: D orificiu de fier: 2 cm Material: salcâm; fier; cioplit; găurit | Jugul, alcătuit din patru bucăți din lemn (două orizontale și două verticale). Bucata de lemn orizontală, dispusă la partea superioară are la ambele capete, formă arcuită după forma grumazului bovinelor; la capete, cele două bucăți de lemn orizontale au câte un orificiu, în care se introduc două resteie de fier, pentru înjugatul boilor; cele două orificii sunt găurite cu coarba; porțiunile prin care se introduc lemnele verticale sunt găurite cu dalta. | Institutul de Cercetări Eco-Muzeale „Gavrilă Simion”, Tulcea | Cimec    |
|      | Ostie                     | Datare: 4/4 sec. XIX - 1/4 sec. XX Descoperit: jud. Tulcea, com. LUNCAVIȚA, LUNCAVIȚA Dimensiuni: DLA: 4,5 cm Material: fier; forjat | Are formă de trident, cu trei colți, care se unesc în suportul pentru mânerul de lemn. De la baza suportului pentru mânerul de lemn pornesc cei trei colți, colții laterali au în partea superioară o formă ușor curbată; colțul central are formă dreaptă și pornește din curbura celor laterali. | Institutul de Cercetări Eco-Muzeale „Gavrilă Simion”, Tulcea | Cimec    |
|      | Coș de pescuit            | Datare: 1/2 sec. XX Descoperit: jud. Tulcea, com. LUNCAVIȚA, LUNCAVIȚA Material: nuiele; împletit | Formă de trunchi de con; împletitura are un orificiu mai mic, răsfrânt în interior prin care intră peștele și rămâne în coș. | Institutul de Cercetări Eco-Muzeale „Gavrilă Simion”, Tulcea | Cimec    |
|      | Cosor                     | Datare: 1/4 sec. XX Descoperit: jud. Tulcea, com. LUNCAVIȚA, LUNCAVIȚA Dimensiuni: L curbură: 20 cm; L pinten: 3 cm; LA pinten: 2 cm Material: frasin; fier; cioplit; fasonat; turnat | Formă tipică uneltelor de tăiat, are vârful încovoiat și pe suprafața uneltei prezintă un pinten în structura lamei. | Institutul de Cercetări Eco-Muzeale „Gavrilă Simion”, Tulcea | Cimec    |
|      | Coș de pescuit            | Datare: 1/4 sec. XX Descoperit: jud. Tulcea, com. SARICHIOI, VISTERNA Material: nuiele; împletit | Formă de trunchi de con, răsfrânt într-un trunchi de con mai mic în interior, nuielele care alcătuiesc circumferința coșului, sunt împletite pe cale verticală care alcătuiesc scheletul. | Institutul de Cercetări Eco-Muzeale „Gavrilă Simion”, Tulcea | Cimec    |
|      | Talangă                   | Datare: 4/4 sec. XIX - 1/4 sec. XX Descoperit: jud. Tulcea, TULCEA Dimensiuni: DL: 12 cm; DLA: 7 cm; L curea: 52 cm; LA curea: 4 cm Material: tablă; piele; fier; ciocănit la cald; argăsit; tăbăcit; croit; asamblat | Formă de cap de bovină; în interior, la mijloc, o limbă de fier cu un capăt mobil, iar celălalt agățat de o ureche, tot din fier; limba are o parte îngroșată la capătul de lovire și care ajunge la baza tălăngii. Partea metalică este prinsă la gâtul animalului, cu o curea din piele groasă, de bovină, încheiată cu o cataramă din fier. | Institutul de Cercetări Eco-Muzeale „Gavrilă Simion”, Tulcea | Cimec    |
|      | Hamuri                    | Datare: 2/4 sec. XX Descoperit: jud. Tulcea, com. HORIA, HORIA Dimensiuni: L ciucuri: 58 cm; L hățuri: 22 cm; I hățuri: 600 cm; L zăbale; 22 cm; DL gură ham: 54 cm; DLA gură ham: 31 cm; Î căpiță ham: 50 cm; LA căpiță ham: 25 Material: frasin; sfoară; cataramă; piele de bovină; cioplit; retezat; fasonat; argăsit; tăbăcit; croit; asamblat | Piesa este alcătuită din două părți, arcuite elipsoidal și încheiate cu cataramă. De la gura de ham sunt prinse hățurile din piele și cu ajutorul cărora se realizează tracțiunea atelajului. Părțile componente sunt: gura de ham, trup, trăgător (ștreang), hățul, ciucuri. Părțile fundamentale sunt patru; ciucurii au valență estetică. | Institutul de Cercetări Eco-Muzeale „Gavrilă Simion”, Tulcea | Cimec    |
|      | Ciutură Autor: Mitan, Ion | Datare: 1/2 sec. XX Descoperit: jud. Tulcea, com. NICULIȚEL, NICULIȚEL Dimensiuni: Î: 32,5 cm Material: stejar; fier; cioplit; fasonat; încheiat în cerc metalic | Formă de trunchi de con; alcătuită din șaisprezece doage trase la masa pentru doage pentru a avea o formă finisată, fasonată; piesa este încheiată în trei cercuri metalice (circumferința) prinse cu nituri, lateral susținute doagele de două șine din fier-balot (la fel și cercurile); cele două șine au două urechi de care se prinde toarta din fier. | Institutul de Cercetări Eco-Muzeale „Gavrilă Simion”, Tulcea | Cimec    |
|      | Ciur                      | Datare: 4/4 sec. XIX - 1/4 sec. XX Descoperit: jud. Tulcea, com. VALEA NUCARILOR, IAZURILE Dimensiuni: Î: 11,3 cm Material: tei; piele; fasonat; argăsit; tăbăcit; perforat | Formă rotundă, o veșcă realizată din două cercuri din lemn de tei, care prind între ele o bucată de piele de ovină perforată radial, prin care se cerne făina. | Institutul de Cercetări Eco-Muzeale „Gavrilă Simion”, Tulcea | Cimec    |
|      | Furcă de tors             | Datare: 1/4 sec. XX Descoperit: jud. Tulcea, com. CHILIA VECHE, CHILIA VECHE Dimensiuni: GR: 35 cm Material: tei; cioplit; fasonat; încrustat | Formă cilindrică, cu capete ascuțite. Piesa prezintă motive circulare încrustate, realizate cu cuțitul la strung de lemn și o proeminență pe care se sprijină caierul. | Institutul de Cercetări Eco-Muzeale „Gavrilă Simion”, Tulcea | Cimec    |
|      | Tăvălug                   | Datare: 4/4 sec. XIX - 1/4 sec. XX Descoperit: jud. Tulcea, TULCEA Dimensiuni: Î crenel: 8 cm; GR baza mică: 4 cm; GR baza mare: 9 cm Material: frasin; calcar; fier; cioplit; fasonat; scobit | Piatra din care este confecționat tăvălugul prezintă șase creneluri, cioplite cu dalta; prin creneluri este trecut un ax de fier. De ax este prins un cadru de lemn, prevăzut cu un cârlig, cu ajutorul căruia tăvălugul era prins de harnașamentul calului. | Institutul de Cercetări Eco-Muzeale „Gavrilă Simion”, Tulcea | Cimec    |
|      | Râșniță                   | Datare: 1/2 sec. XX Descoperit: jud. Tulcea, com. SARICHIOI, ENISALA Dimensiuni: Î: 133 cm; LA: 73 cm; LA: 36 cm; D piatră: 36 cm; D roată zimțată: 26 cm; Î până la axul roții zimțate: 75 cm; Î până la piatră: 93 cm; Î până la coș: 103 cm Material: stejar; calcar; fier; tablă; brad; cioplit; rindeluit; asamblat                           | Râșnița este prevăzută cu o manivelă din fier, care pune în mișcare pietrele, printr-un angrenaj de roți zimțate. Pietrele sunt susținute de un postament, fixat pe patru picioare. Deasupra este fixat un coș, în formă de trunchi de piramidă, cu baza mare în partea superioară. Laturile coșului au dimensiunile: 36/32 - sus; 5/5 - jos. Coșul este prevăzut cu un dispozitiv de reglare, pentru mărimea granulației cerealelor. | Institutul de Cercetări Eco-Muzeale „Gavrilă Simion”, Tulcea | Cimec    |
|      | Panacoabă                 | Datare: 1/4 sec. XX Descoperit: jud. Tulcea, com. CERNA, CERNA Dimensiuni: D scobitură: 26 cm Material: tei; cioplit; fasonat; scobit | Piesa prezintă patru scobituri, realizate cu dalta și tesla; în aceste scobituri se așează aluatul pentru pâine, care era frământat în covată și apoi pus în aceste scobituri, pentru a crește. Partea dorsală este plată, pentru stabilitate. | Institutul de Cercetări Eco-Muzeale „Gavrilă Simion”, Tulcea | Cimec    |
|      | Râșniță                   | Datare: 4/4 sec. XIX - 1/4 sec. XX Descoperit: jud. Tulcea, com. IZVOARELE, IZVOARELE Dimensiuni: I: 100 cm; LA (masă – baza mare): 80 cm; LA (masă – baza mică): 75 cm; L mâner: 160 cm; D piatră inferioară: 145 cm; D piatră superioară: 140 cm Material: stejar; calcar; fier; cioplit; crestat; găurit                                        | Masa râșniței din lemn, cu patru picioare verticale întărite cu șipci laterale orizontale prinse în cuie, cepuri și șuruburi. Două pietre circulare, montate într-un jgheab de aceeași formă și amplasate pe o masă din lemn. Piatra superioară este acționată cu un mâner vertical, fixat cu capătul superior în grindă. | Institutul de Cercetări Eco-Muzeale „Gavrilă Simion”, Tulcea | Cimec    |